# 安田巌
安田 巌（やすだ いわお、1910年3月31日 -1996年8月24日）は、広島県広島市出身の官僚、教育者。厚生事務次官、医療金融公庫総裁、安田学園理事長を歴任した。
広島の私学・安田学園創立者・安田リヨウの長男。戦後の1949年、厚生省保険局長に就任。戦時及び戦後の混乱で乱雑となった厚生年金台帳の整理に尽力し、また海外視察の経験を基にして台帳整理の機械化導入を指示した。1959年には厚生事務次官に就任。1960年、医療金融公庫総裁となる。退官後の1978年、母リヨウ死去に伴い安田学園理事長に就任。1996年、広島市内の病院で死去。享年86。

## 学歴
- 広島県立広島第一中学校、旧制広島高等学校を経て
- 1933年（昭和8年）、東京帝国大学法学部卒業。

## 経歴
- 1933年（昭和8年） 、内務省に入省。静岡県属[2]。
- 1945年（昭和20年）、厚生省母子・体力各課長、長野県警察部長。
- 1946年（昭和21年）、厚生省大臣官房総務課長、秘書課長。
- 1949年（昭和24年）、厚生省保険局長。
- 1952年（昭和27年）、厚生省社会局長。
- 1959年（昭和34年）、厚生省事務次官。
- 1960年（昭和35年）、医療金融公庫総裁。
- 1969年（昭和44年）、定年退官。安田女子大学・同短期大学副学長。
- 1978年（昭和53年）、安田女子大学学長。
- 1980年（昭和55年）、勲一等瑞宝章受章。
- 1982年（昭和57年）、安田学園理事長。
- 1996年（平成8年） 、広島市内で死去。享年86。